# Eric Linklater
Eric Robert Russell Linklater (* 8. März 1899 in Penarth, Vale of Glamorgan, Wales; † 7. November 1974 in Aberdeen) war ein schottischer Schriftsteller.

## Leben und Wirken
Linklater war der Sohn des Master Mariner Robert Baikie Linklater (1865–1916) und dessen Ehefrau Mary Elizabeth Young († 1957). Seine Schulzeit absolvierte er an der Aberdeen Grammar School und begann anschließend an der University of Aberdeen Medizin und Englische Literatur zu studieren. Zu Beginn des Ersten Weltkriegs unterbrach er sein Studium und meldete sich freiwillig zum Regiment Black Watch (Royal Highlanders). Nach Kriegsende kehrte er an die Universität zurück, gab die Medizin auf und schloss sein Studium der Literaturwissenschaft erfolgreich ab.
Zwischen 1925 und 1927 war Linklater in Bombay Redaktionsmitglied der Times of India. Nach seiner Rückkehr war er kurze Zeit wieder an der Universität Aberdeen und ging 1928 als „Commonwealth Fellow“ an die Cornell University, später dann an die University of California, Berkeley. In den USA schrieb er sein erstes Buch, das in England ein großer Erfolg wurde.
1930 kehrte Linklater zurück nach Aberdeen und man betraute ihn dort mit einem Lehrauftrag für „englische Literatur“. Am 1. Juni 1933 heiratete er die schottische Schauspielerin Marjorie MacIntyre und hatte mit ihr vier Kinder: Alison (* 1934), Kristin (* 1936), Magnus (* 1942) und Andro (* 1944). Nach der Hochzeit ließ sich das Ehepaar auf den Orkneys nieder.
Zu Beginn des Zweiten Weltkriegs holte man Linklater auf den Orkneys zu den Royal Engineers. Später kommandierte man ihn ins War Office, wo er u. a. im Auftrag des Ministry of Information mehrere Propagandaschriften publizierte. 1944 wurde er zur britischen Militärkommandantur nach Italien versetzt und blieb dort bis Kriegsende.
Zwischen 1945 und 1948 fungierte Linklater als Rektor der Universität Aberdeen und wurde somit zum Nachfolger von Richard Stafford Cripps. 1947 ließ er sich zusammen mit seiner Familie in Hill of Fearn (Ross-shire) nieder.
Eric Linklater starb am 7. November 1974 in Aberdeen und fand seine letzte Ruhestätte auf dem Friedhof von Harray auf Mainland (Orkney).

## Ehrungen
- 1944 Carnegie Medal für sein Buch The wind on the moon
- 1954 Commander des Order of the British Empire (CBE)
- 1971 Fellow der Royal Society of Edinburgh

## Rezeption
In seinem gesamten literarischen Schaffen (Romane, Essays, Dramen, Biographien, Kinderbücher, Satiren) blieb er seiner Heimat Schottland treu. Oft zeigt er in seinen Werken die menschlichen Schwächen auf, aber ohne dabei verletzend zu werden. Während des Zweiten Weltkriegs publizierte er über das HMSO mehrere Propagandaschriften.

## Werke
Autobiographisches
- The Man on My Back. An autobiography. Macmillan, London 1950 (EA London 1941).
- A Year of Space. A chapter in autobiography. Macmillan, London 1953.
- Fanfare for a Tin Hat. A third essay in autobiography. Macmillan, London 1970.

Biographien
- Ben Jonson and King James. Biography and portrait. Cape Books, London 1931.
- Mary, Queen of Scots. Davies, London 1933.
- Robert, the Bruce. Davies, Edinburgh 1934.
- The Ultimate Viking. The history of Sweyn Asleifsson. Macmillan, London 1955
- The prince and the feather. Hodder & Stoughton, London 1965.

Erzählungen
- Sealskin trousers and other stories. Hart-Davis, London 1947.
- A sociable plover and other stories and conceits. Hart-Davis, London 1957.
- The goose girl and other stories. Canongate Publ., Edinburgh 1991, ISBN 0-86241-325-7 (EA London 1950)

Gedichte
- A dragon laughed and other poems. 1930.

Kinder- und Jugendbücher
- The Wind on the Moon. A Story for Children. Puffin Books, Harmondsworth 1975, ISBN 0-14-030543-2 (EA London 1944).
  - deutsch: Wind im Mond. Eine Kindergeschichte. Dtv, München 2004, ISBN 3-423-62181-8.
- The pirates of the deep green sea. Jane Nissen Books, London 2000, ISBN 1-903252-06-7 (EA London 1949)
  - deutsch: Tiefseepiraten. Dtv, München 2007, ISBN 978-3-423-62304-9.

Romane
- White Maa's Saga. MacDonald, Loanhead 1983, ISBN 0-86334-014-8 (EA London 1929).
- Poet's pub. Cape Books, London 1971, ISBN 0-224-60422-8 (EA London 1929)
- Juan in America.[2] Capuchin Classics, London 2008, ISBN 978-0-9557312-4-2 (EA London 1931).
- The Crusader's key. White Owl Press, London 1933.
  - deutsch: Juan in Amerika. Roman. Ullstein, Frankfurt/M. 1957 (EA Stuttgart 1942)
- The Men of Ness. The saga of Thorlief Coalbiter's son. Orkney Press, Stromness 1983, ISBN 0-907618-03-0 (EA London 1932).
- Magnus Merriman (Canongate Classics; Bd. 35). Canongate Publ., Edinburgh 1990, ISBN 0-86241-313-3 (EA London 1934).
- Ripeness Is All. Cape Books, London 1935.
- Juan in China. Cape Books, London 1937.
- The Sailor's Holiday. Cape Books, London 1954 (EA London 1937).
  - deutsch: Der kleine Landurlaub. Roman. Sanssouci Verlag, Zürich 1959.
- The impregnable woman. Penguin, Harmondsworth 1959 (EA London 1938)
- Judas. A novel. Cape Books, London 1939.
- Private Angelo (Canongate Classics; Bd. 44). Canongate Publ., Edinburgh 2000, ISBN 0-86241-376-1 (EA London 1946).
  - deutsch: Soldat Angelo. Verlag von Chamier, Essen 1948.
- A Spell for Old Bones. Cape Books, London 1949.
- Mr. Byculla. Hart-Davis, London 1950.
  - deutsch: Mr. Byculla. Kriminalroman. Humanitas-Verlag, Konstanz 1959.
- Laxdale Hall. A novel. Cape Books, London 1951.
- The Faithful Ally. Cape Books, London 1954.
  - deutsch: Aufruhr in Namua. Verlag die Arche, Zürich 1957.
- The Dark of Summer (Canongate Classics; Bd. 91). Canongate Publ., Edinburgh 1999, ISBN 0-86241-894-1 (EA London 1956).
- Karina with Love. Macmillan, London 1958.
- Position at Noon. Cape Books, London 1958.
  - deutsch: Auf der Höhe der Zeit. Mohn Verlag, Gütersloh 1961.
- The Merry Muse. Drew, Glasgow 1985, ISBN 0-86267-140-X (EA London 1959).
  - deutsch: Die fidele Muse. Mohn, Gütersloh 1962.
- Roll of Honour. Hart-Davis, London 1961.
- Husband of Delilah. Macmillan, London 1962.
- A Man over Forty. Macmillan, London 1963.

Sachbücher
- The Lion and the Unicorn or what England has meant to Scotland (The voice of Scotland). Routledge, London 1935.
- The Northern Garrisons. The army at war. HMSO. London 1941.
- The defence of Calais. HMSO, London 1941.
- The Highland Division. HMSO, London 1942.
- The campaign in Italy. HMSO, London 1944.
- Orkney and Shetland. A historical, geographical, social and scenic survey. Hale, London 1965.
- The conquest of England. Hodder & Stoughton, London 1966.
- The survival of Scotland. A review of Scottish history from the Roman times to the present day. Heinemann, London 1968.
- The voyage of the „Challenger“. Murray, London 1972.[3]

Theaterstücke
- The devil's in the news. London 1929.
- Breakspear in Gascony. London 1950.
  - deutsch: Der Teufel in der Gascogne. Bloch, Berlin 1958 (übersetzt von Erich Fried).

## Verfilmungen
- Michael Anderson (Regie): Private Angelo. 1949 (nach dem gleichnamigen Roman)
- Frederick Wilson (Regie): Poet's Club. 1949 (nach dem gleichnamigen Roman)
- Carol Reed (Regie): Gefährlicher Urlaub. 1953
- John Elridge (Regie): Laxdale Hall.[4] 1953 (nach dem gleichnamigen Roman)
- Lee Philips (Regie): Samson und Delilah. 1984 (nach dem Roman Husband of Delilah)